# The Pyongyang Times
The Pyongyang Times (Bình Nhưỡng thời báo) là một tờ tuần báo tiếng Anh và tiếng Pháp thuộc nhà nước tại thủ đô Bình Nhưỡng của Bắc Triều Tiên, bởi Nhà xuất bản Ngoại ngữ. Đây là phiên bản tiếng nước ngoài của Pyongyang Sinmun (Bình Nhưỡng Tân văn).

## Lịch sử và phân phối
Phiên bản khổ nhỏ tám trang bắt đầu ngày 6/5/1965 và được phân phối tại khoảng 100 quốc gia. Vì lý do này, nhân viên của nó được đào tạo bằng tiếng Anh ở nước ngoài. Tờ báo cũng điều hành một trang web bằng nhiều ngôn ngữ. Có 52 ấn phẩm của tờ báo được xuất bản hàng năm. Tính đến  tháng 1 năm 2012 đã có 2,672 ấn phẩm. Sự lưu hành của các phiên bản tiếng Anh và tiếng Pháp là 30.000.
Tại Bắc Triều Tiên, tờ The Pyongyang Times được đặt ở trong hành lang của khách sạn, các chuyến bay vào nước này và những nơi khác mà người nước ngoài thường lui tới.
Naenara, nguồn tin chính thức của Bắc Triều Tiên, là nhà của The Pyongyang Times.

## Cấu trúc và nội dung
Cấu trúc của tờ báo như sau: Bìa trước thường dành cho Kim Jong-un, đặc biệt là các chuyến thăm tới các tổ chức khác nhau trong nước và ca ngợi sự lãnh đạo của ông. Một vài trang tiếp theo mô tả chi tiết các hoạt động khai thác công nghệ và ý thức hệ của quốc gia, tiếp theo là tuyên truyền chống lại Hàn Quốc, Nhật Bản và Mỹ và các quốc gia khác (như Israel), những người bị coi là thù địch với Triều Tiên. Các trang cuối cùng tương tự như của Rodong Sinmun, cung cấp "tin tức nước ngoài" Mặc dù có rất ít sự kiện lớn trên thế giới được đề cập, và hầu hết nội dung của nó tập trung vào các quốc gia có cùng chí hướng hoặc xã hội chủ nghĩa.
Hầu hết nội dung của nó, giống như tất cả các phương tiện truyền thông nhà nước Bắc Triều Tiên, được dành riêng cho nhà lãnh đạo Kim Jong-un. Cụ thể hơn, hầu hết các tin tức của bài báo được dịch từ các bài báo trong Rodong Sinmun. Nó đã được mô tả là thiếu "tin tức thực tế" và "về cơ bản là một bản tóm tắt của chương trình nghị sự hàng ngày của ông Kim, với những lời tâng bốc được thêm vào."

## Tuyên bố
The Pyongyang Times đã đưa ra nhiều tuyên bố khác nhau về Hàn Quốc, đặc biệt là liên quan đến hồ sơ nhân quyền được cho là nghèo nàn của nước này. Nó đã tuyên bố rằng 50% người Hàn Quốc đang thất nghiệp, 57,6% bị nhiễm bệnh lao và những người lính Mỹ bị AIDS được đưa đến miền Nam như một chính sách có chủ ý để lây nhiễm cho dân số Hàn Quốc. Trong một bài viết ngày 31 tháng 5 năm 1986, nó đã chỉ trích quyết định rằng Thế vận hội năm 1988 sẽ được tổ chức tại Hàn Quốc, tuyên bố rằng "Nếu Thế vận hội Olympic được tổ chức ở Hàn Quốc, nhiều vận động viên và khách du lịch trên thế giới sẽ gặp phải cái chết, bị lây nhiễm AIDS." Trong khi đó, nó đã mô tả Triều Tiên là quốc gia duy nhất trên thế giới không có người nhiễm HIV/AIDS.
Tuy nhiên, bài báo đã tương đối mở trong trận lụt lớn năm 2007, cung cấp một danh sách thiệt hại rộng lớn ở nước này. Nó tuyên bố rằng 20.300 ngôi nhà đã bị phá hủy và "vài trăm" người đã chết, cũng như thiệt hại cho "223.000 ha đất nông nghiệp, 300 cây cầu, 200 hầm mỏ, 82 hồ chứa và 850 đường dây điện".